# Charles Baret
Pour les articles homonymes, voir Baret (homonymie).
Charles Eugène Baret (12 septembre 1861 à Nantes - 21 novembre 1934 à Paris 17e) est un directeur de théâtre et organisateur de spectacle français. Il fonde les Tournées Charles Baret qui proposent des spectacles dans toute la France et qui se perpétuent après sa mort.

## Biographie
Charles Baret est le fils d'Auguste Baret, pharmacien, et de Célestine Eugénie Level.
Titulaire d'un baccalauréat ès sciences, Charles Baret satisfait à ses obligations militaires en 1881 en servant au 65° R.I. de Nantes.
Il est déjà acteur comique en 1880, puis opte pour l'organisation de tournées de spectacles, spécialement en Alsace-Lorraine avant 1914.
Il est l'élève d'Antoine.
Il se marie à deux reprises, le 15 décembre 1908 et le 27 avril 1914, respectivement avec Gratienne Prat (à Viroflay) et Aline Jacquemart (à Valmandois).

## Activités théâtrales
- Directeur artistique du casino de Dieppe [2] ;
- Directeur de la comédie d'Aix-les-Bains ;
- De 1903 à 1929, il est le directeur du théâtre municipal d'Évreux[3].
- De 1912 à 1914, il prend la direction du théâtre de Béthune[4].
- Tournées en France et à l'étranger (Europe : Belgique ; et hors d'Europe : Le Caire, Alexandrie).
- 1909 : tournée avec Colette[5] du 14 avril au 16 mai - Nevers, 14 avril - Auxerre, 15 avril - Belfort, 16 avril (Si la pièce a été convenablement jouée par tous les acteurs, il faut naturellement mettre hors de pair Mme Colette Willy qui nous a charmés par sa spontanéité, sa grâce ingénue, sa voix, dans laquelle résonnaient par instants des accents naïfs et rustiques, Le Haut-Rhin républicain, 25 avril 1909) - Nancy, 17 avril - Besançon, 18 avril - Dijon, 19 avril - Chalon-sur-Saône, 20 avril - Avignon, 21 avril - Marseille, 22 avril - Toulon, 23 avril - Nice, 24 avril - Salon-de-Provence, 25 avril - Nîmes, 26 avril - Montpellier, 27 avril - Toulouse, 28 avril - Pau, 29 avril - Bayonne, 30 avril - Bordeaux, 1er et 2 mai (Trois représentations en deux jours) - Nantes, 3 mai - Lorient, 4 mai - Brest, 5 mai - Rennes, 6 mai - Caen, 7 mai - Cherbourg, 8 mai - Évreux, 9 mai - Rouen, 10 mai - Amiens, 11 mai - Douai, 12 mai - Lille, 13 mai - Liège, 14 mai - Valenciennes, 15 mai - Saint-Quentin, 16 mai.
- 1910 : tournée du 5 avril au 4 mai.

## Les Tournées Baret

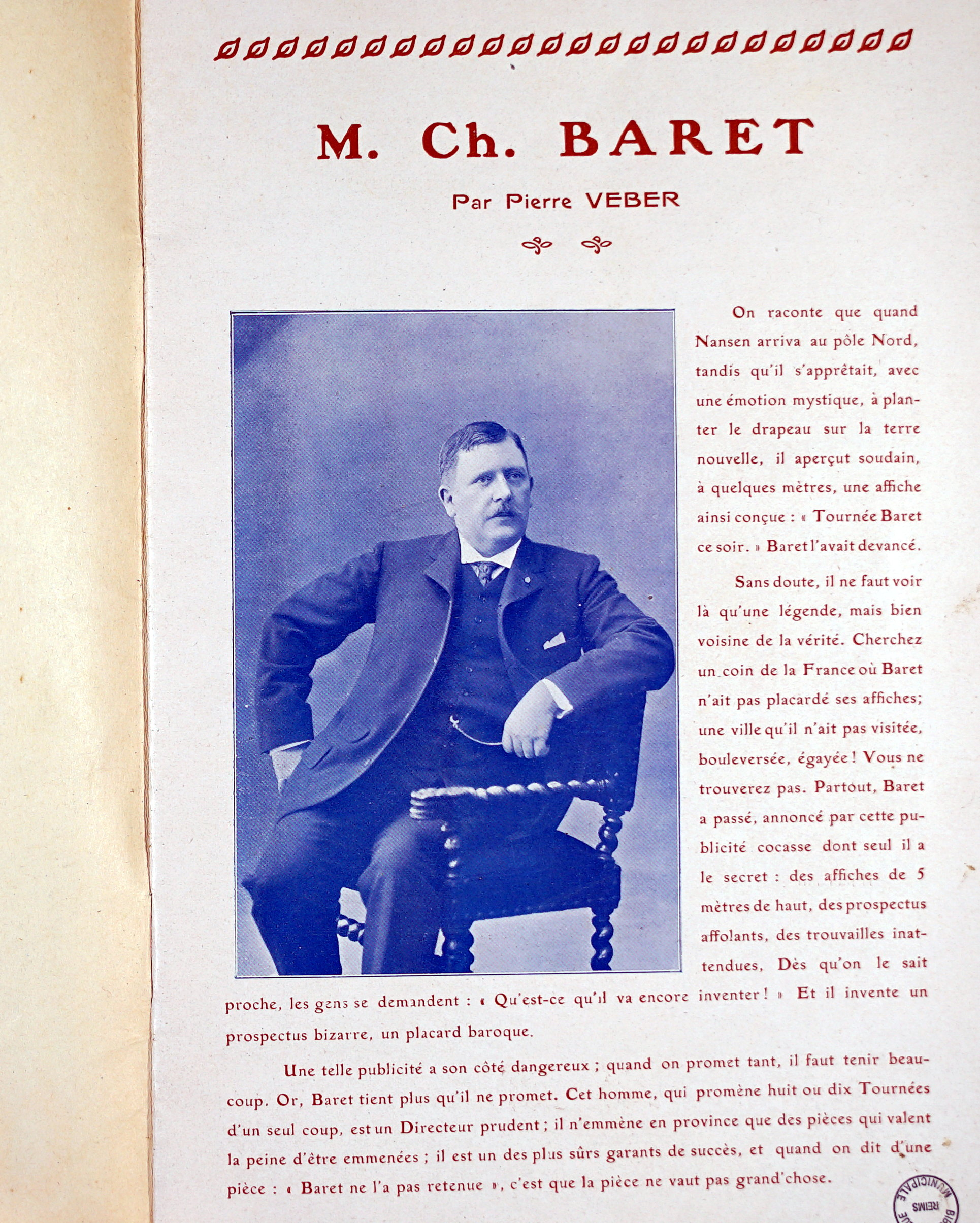
Documentation sur les tournées C. Baret.

Les tournées théâtrales Baret sont créées en 1891 et continuent jusqu'aux années 1980.
Raoul Audier devient en 1921, avec Janvier, le collaborateur de Charles Baret, directeur des Tournées Charles Baret, Audier, Janvier et Cie et le reste jusqu'à sa mort.
Le siège social de la société Ch. Baret, Janvier et Cie était 87 rue Taitbout à Paris 9°. En 1923, elle salarie 38 personnes. Elle a donné 4 000 représentations en 87 représentations différentes employant 450 artistes dont 150 réguliers.
Il institue un système d'abonnement.
Les programmes sont élaborés avec recherche ; leur mise au point fait appel à des dessinateurs célèbres, tels Mich, Sem, Job ou encore Benjamin Rabier. 
Le répertoire est renouvelé par ses connaissances des grands auteurs à succès que sont Georges Courteline ou Tristan Bernard.
Il fait installer le cinématographe dans le théâtre d'Évreux.
Le décès de son épouse et le fait de l'âge font qu'il met un terme à ses activités en 1929.
Les tournées sont perpétuées jusqu'aux années 1980. L'acteur Jean Chevrier (photographie du studio Harcourt) est à l'affiche de la tournée Ch. Baret (société Janvier Audier) après la Seconde Guerre mondiale.
Il fut membre de la société des auteurs, compositeurs et éditeurs de musique.
En 1921, il devient président de la chambre syndicale des tournées théâtrales de France dont le secrétaire est Gustave Damien.

## Mémoire des Tournées Baret sur la toile
- Théâtre d'Agen , Madame et son filleul (1916) pièce en 3 actes d'Henry de Gorsse, Maurice Hennequin & Pierre Veber et (samedi 16 mars) & Primerose (1911), comédie en 3 actes de Gaston Arman de Caillavet et Robert de Flers (dimanche 17 mars), avec Charles Baret dans le rôle principal.

## Distinctions
- Chevalier de la Légion d'honneur par décret du 28 août 1923
- Officier de l'Instruction publique Officier de l'Instruction publique (ca 1900) ;
- Chevalier de l'ordre royal du Cambodge.

Sa première proposition de nomination remontant à 1911, ayant été l'objet de cinq avis de refus du conseil de l'ordre (jusques et y compris l'avis du 3 août 1923, il est enfin nommé chevalier de la Légion d'honneur  par décret du 28 août 1923, ne comptant plus les appuis et témoignages des plus hautes autorités de la profession des artistes.
Il est reçu dans l'ordre par Robert de Flers, de l'Académie française.